# 스워드피쉬 (영화)
《스워드피쉬》(영어: Swordfish)는 미국에서 제작된 도미닉 세나 감독의 2001년 범죄, 액션, 스릴러, 드라마 영화이다. 존 트라볼타 등이 주연으로 출연하였고 조엘 실버 등이 제작에 참여하였다.

## 줄거리
사이버 해커 스탠리 잡슨은 FBI의 카니보어 프로그램에 컴퓨터 바이러스를 감염시켜 악명을 떨친다. 스탠리의 가석방은 그가 인터넷과 컴퓨터에 접속하는 것을 금지하며, 알코올 중독자이자 파트타임 포르노 스타인 그의 전처 멜리사는 그에게 접근금지 명령을 내렸다. 이로 인해 그는 딸 홀리를 만날 수 없게 된다.
진저 놀스는 스탠리를 설득하여 가브리엘 시어 밑에서 일하게 만들고, 가브리엘은 스탠리에게 미국 국방부의 보안 서버를 해킹하도록 강요한다. 해킹 후 가브리엘은 스탠리에게 정부 비자금에서 95억 달러를 빼돌릴 "히드라"라는 다중 머리를 가진 웜을 프로그래밍하는 대가로 천만 달러를 제안한다. 스탠리는 웜 작업을 시작하면서 가브리엘이 J. 에드거 후버가 미국을 위협하는 테러리스트들을 공격하기 위해 만든 비밀 조직 블랙 셀을 이끌고 있다는 사실을 알게 된다. 그는 또한 진저가 잠복근무 중인 마약단속국 요원임을 사적으로 알게 되고, 가브리엘을 닮은 시신을 발견하고 더욱 놀란다.
학교에서 홀리를 데려온 후 스탠리는 이전에 자신을 체포했던 FBI 요원 J.T. 로버츠에게 미행당하고 있음을 알게 된다. 로버츠는 스탠리를 감시하고 있지만, 어떤 정부 데이터베이스에도 나타나지 않는 가브리엘에게 더 관심을 가지며, 또 다른 해커 액슬 토르발즈가 가브리엘의 부하들에게 살해당했다는 사실을 알게 된 후 스탠리에게 조심하라고 경고한다. 스탠리는 짧은 시간 후 돈 송금을 되돌리는 백도어를 자신의 히드라에 비밀리에 코딩하기로 결정한다. 한편, 블랙 셀을 감독하는 상원의원 짐 라이즈먼은 FBI가 가브리엘을 추적하기 시작했다는 것을 알고 그에게 물러나라고 명령한다. 가브리엘은 거부하고 라이즈먼이 보낸 암살팀을 물리친다. 보복으로 가브리엘은 라이즈먼을 살해하고 자신의 계획을 계속한다.
스탠리는 가브리엘에게 히드라를 넘기고 홀리와 시간을 보내기 위해 떠나지만, 가브리엘의 부하들이 홀리를 납치하고 멜리사와 그녀의 포르노 제작자 남편을 살해한 혐의를 그에게 씌웠다는 것을 알게 된다. 스탠리는 홀리를 되찾기 위해 은행 강도에 참여할 수밖에 없다. 강도 현장에서 가브리엘과 그의 부하들은 지점을 습격하여 직원과 고객을 인질로 잡고, 각자에게 M18A1 클레이모어와 유사한 구슬 베어링 기반 폭발물을 장착한다. 경찰과 FBI가 지점을 포위하자 가브리엘은 스탠리를 길 건너편의 근처 커피숍으로 데려가 로버츠를 만나게 하지만, 가브리엘은 영화 뜨거운 오후와 잘못된 방향 유도의 본질에 대해 이야기하는 데 시간을 보낸다. 은행 안에서 가브리엘은 부하 중 한 명에게 인질을 데려오게 하여 저격수가 그 남자를 죽이는 상황을 시연한다. 다른 요원들이 인질을 은행에서 끌어내자 폭탄이 터져 거리의 많은 부분이 파괴된다.
가브리엘은 스탠리에게 히드라를 실행시키라고 지시하고 완료되면 홀리를 넘겨준다. 그러나 그들이 은행을 떠나기도 전에 백도어가 작동하여 스탠리는 다시 붙잡히고 홀리는 구조된다. 가브리엘은 자신이 마약단속국 요원임을 알고 있는 진저를 죽이겠다고 위협하며, 스탠리가 돈을 몬테카를로 은행으로 다시 송금하지 않으면 그렇게 하겠다고 한다. 스탠리는 따르지만 가브리엘은 진저를 쏜다. 가브리엘과 그의 부하들은 인질들을 버스에 태우고 지역 공항에 비행기가 기다리도록 요구하지만, 이동 중에 버스는 시콜스키 S-64에 의해 들어 올려져 도시를 가로질러 운반된다. 버스는 고층 빌딩 옥상에 내려지고, 가브리엘은 폭탄을 해체하고 기다리고 있는 헬리콥터로 살아남은 부하들과 함께 탈출을 시도한다. 스탠리는 가브리엘의 부하들이 버스에 남겨둔 로켓추진유탄 (RPG)을 사용하여 헬리콥터를 격추시킨다.
로버츠는 스탠리를 데리고 발견된 시신을 확인하게 하는데, 그들은 가브리엘이 모사드 요원이라고 믿는다. 진저 놀스라는 마약단속국 요원에 대한 기록은 없으며, 그녀의 시신도 발견되지 않았다. 스탠리는 그 시신이 자신이 이전에 발견했던 시신임을 알아보고 모든 시나리오가 속임수였음을 깨닫는다. 진저는 방탄 조끼를 입고 있었고 가브리엘과 내내 함께 일했으며, 가브리엘은 다른 길로 도망쳤다. 스탠리가 경찰에게 가브리엘과 진저가 아직 살아있다고 말하지 않았음에도 불구하고, 로버츠는 스탠리가 홀리의 완전한 양육권을 가질 수 있도록 조치하고 그들은 다른 곳으로 떠난다. 몬테카를로에서 가브리엘과 진저는 훔친 돈을 인출하고 나중에 바다에서 요트가 폭발하는 것을 지켜본다. 뉴스 보도에 따르면 알려진 테러리스트를 태운 요트의 파괴는 몇 주 만에 세 번째 그런 사건이라고 한다.

## 출연
- 존 트라볼타 - 가브리엘
- 휴 잭맨 - 스탠리
- 할리 베리 - 진저
- 돈 치들 - 로버츠
- 비니 존스 - 마르코
- 샘 쉐퍼드 - 라이스만
- 드리아 드 마테오 - 말레사
- 루돌프 마틴 - 외국인 해커
- 자크 그레니어 - 빌 조이
- 캄린 그림즈 - 홀리

## 한국판 성우진(SBS) (2005년 7월 30일)
- 이규화 - 가브리엘(존 트라볼타)
- 신성호 - 스탠리(휴 잭맨)
- 윤성혜 - 진저(할리 베리)
- 한규희 - 라이스만(샘 쉐퍼드) / 요원(마크 소퍼)
- 황윤걸 - 로버츠(돈 치들)
- 문관일 - 마르코(비니 존스) / 요원(팀 디케이)
- 장혜선 - 말레사(드레이 더 머테이오)
- 김관진 - 빌 조이(자크 그레니어)
- 윤복성 - 토레스(안젤로 파간) / 요원(카멘 아젠지아노) / 외국인 해커(루돌프 마틴)
- 김지혜 - 홀리(캠린 그림스) / 헬가(로라 레인) / 인질(마리나 블랙)
- 안용욱 - 요원(스콧 버크홀더)
- 임채헌 - 라이스만의 보좌관(테이트 도너번) / 가브리엘의 부하(윌리엄 메이포서) / 외국인 해커의 변호사(커크 울러)

## 기타
- 공동제작: 댄 크라치올로
- 공동제작: 스킵 우즈
- 협력프로듀서: 앤슨 다운즈
- 협력프로듀서: 린다 파빌라
- 미술: 제프 맨
- 특수효과: 보이드 셔미스
- 의상: 하 뉴엔
- 배역: 로라 케네디